# 東レアローズ静岡
東レアローズ静岡（とうレアローズしずおか）は、静岡県三島市を本拠地とする東レ三島工場の男子バレーボール部である。2025-26シーズンはSVリーグに所属。

## 概要
発足は、1947年に滋賀県大津市の東洋レーヨン（現・東レ）滋賀工場にて9人制のバレーボールチーム『東洋レーヨン九鱗会』としてである。後に6人制となり、静岡県三島市の三島工場に移り現在に至る。
チームネームの『アローズ』（arrow=矢）とは、社内公募して誕生したもので、矢のような鋭さという意味が込められている。また、2000年に女子強豪のユニチカ・フェニックスからチームを引き継ぎ、元本拠地である大津市に本拠地を置く女子チームにも同じチームネームが採用されている。チームマスコットはチーム名の矢をモチーフにした『アローくん』で、そちらも男女共通である。
練習場は東レ総合研修センター横の体育館であり、練習見学も一部可能である。
ホームゲームは主に、三島市の三島市民体育館と、サブホームタウンである静岡市のこのはなアリーナで開催される。
実業団リーグに第1回から参加している。

## 歴史
チームは1947年に滋賀県大津市の滋賀工場で設立された9人制のバレーボールチーム『東洋レーヨン九鱗会』としてスタート。『九鱗会』とは、9人制であることと、Vの形を取る陣形『鶴翼魚鱗の陣』に由来する。
1961年に全日本都市対抗大会（現・黒鷲旗大会）で優勝すると、6人制でも活躍し、全日本総合6・9人制のタイトルを獲得して全国大会のタイトルを独占する。1963年、再び都市対抗（1962年に6人制に移行）で優勝を果たした。
1964年にチーム本拠地を三島工場に移した。
実業団リーグに第1回（1969/70シーズン）から参加。
1970年、社名変更により、チーム名も『東レ九鱗会』となる。
第3回実業団リーグ（1971/72シーズン）で優勝、第4回準優勝で入替戦に出るものの、日本リーグに昇格できずにいた。1975年、第6回実業団リーグで優勝して出場した入替戦で勝利し、ようやく日本リーグ昇格を果たした。
日本リーグでは下位に低迷し続け、4年後の1979年に実業団リーグ降格。その後しばらく実業団リーグ在籍が続き、1988年に10年ぶりの日本リーグ復帰を果たす。
復帰戦となった第22回（1988/89シーズン）以降、しばらくは下位に低迷しながらも日本リーグに残留し続ける。第24回は7位となり日本リーグ出場チーム決定戦（入替戦）出場となるものの、セット率でNKKナイツに勝ち残留した。
6人制に移行してからも長らく『東レ九鱗会』として活動を続けてきたが、1991年、社内公募により、チーム名が現在の『東レアローズ』となった。
泉川正幸がエースとしてデビューした第26回日本リーグ（1992/93シーズン）でチームが躍進し、自己最高の3位に入る。
1994年に日本リーグに替わってVリーグが開幕。第1回（1994/95シーズン）はレギュラーラウンドを1位突破するが、決勝トーナメントで連敗し4位で終わる。第2回は5位に低迷。
1996年、第3回Vリーグより菅野幸一郎が4シーズン監督を務め（1年目は選手兼）、優勝は出来なかったものの、第5回、第6回で準優勝し、上位で戦えるチームとなった。
第8回Vリーグ（2001/02シーズン）では、レギュラーラウンドを1位突破するが、決勝でサントリーサンバーズにフルセットで敗れ、惜しくも初優勝を逃す。しかし、同シーズンの黒鷲旗大会では39年ぶりとなる優勝を果たした。第9回Vリーグは1勝差でファイナルラウンド進出を逃して5位。
2003年、矢島久徳が監督に就任。大混戦となった第10回Vリーグは、10勝11敗で終えるもの、セット率で7位となり久々の入替戦出場となる（警視庁に勝って残留）。
入替戦出場の悔しさから「総力結集」のスローガンで2004/05シーズンに臨んだ。第11回Vリーグで、開幕20連勝のリーグ新記録を達成する快進撃を見せ、圧倒的な成績でレギュラーラウンド1位となる。ファイナルラウンドで決勝進出を果たし、優勝決定戦でNECブルーロケッツに連勝して、ついに悲願の初優勝を遂げた。同シーズンの黒鷲旗大会でも決勝でNECを降し優勝。2冠を達成した。第12回Vリーグは6位で終えるもの、同シーズンの黒鷲旗で連覇を果たした。2006/07V・プレミアリーグ（Vリーグより改称）で準優勝、2007/08シーズンも準優勝を果たす。
2008/09シーズンは、天皇杯で優勝。V・プレミアリーグでも決勝で堺ブレイザーズを破り2度目の優勝を果たした。女子も東レアローズが優勝し、2008/09V・プレミアリーグアベック優勝の快挙ともなった。2冠達成となり、史上初の3冠達成を目指して臨んだ黒鷲旗では、決勝でパナソニックパンサーズに敗れ、惜しくも3冠はならなかった。当シーズンをもって矢島久徳監督が退任した。
2009年に秋山央が監督に就任。パナソニックの躍進もありV・プレミアリーグ制覇から離れるが、しばらくは連続して4強入りを果たし、安定した成績を残す。2011年黒鷲旗で優勝。2011/12V・プレミアリーグはレギュラーラウンドを圧倒的な成績で1位突破し、決勝進出も果たすが、決勝でパナソニックにフルセットの末惜敗し優勝を逃している。
2012年より小林敦が監督に就任。2012/13シーズンもセミファイナルラウンド最終戦でパナソニックに敗れたことで決勝進出を逃し、篠田歩は当シーズン限りで引退する宇佐美大輔との最後の勝負に勝てなかったことを悔やんだ。
2014年12月、東京体育館で開催されていた平成26年度天皇杯全日本選手権大会に出場中、所属選手が窃盗容疑で逮捕され同大会を出場辞退した。東レは自らの処分として、（1）当該選手の無期限活動停止、（2）吉田晴彦部長・小林敦監督の今季活動停止（篠田歩が監督代行）を発表した。12月26日、日本バレーボール協会は処分を発表し、当該選手を2年間のJVA登録抹消処分、チーム及び部長・監督を譴責処分とした。その影響もあってか、2014/15シーズンは7位と低迷し11年ぶりのチャレンジマッチ（入替戦）出場となった。チャレンジマッチでは富士通カワサキレッドスピリッツに連勝して残留。
2015年からはマケドニア共和国のニコラ・ジョルジェフを主砲に迎えた。2016/17シーズンでは、レギュラーラウンド2位、ファイナル6では首位となり、ファイナルでは前年覇者の豊田合成トレフェルサを二連勝で下して8年ぶり3度目の優勝を飾った。
2018/19シーズンよりV・プレミアリーグに替わるV.LEAGUEが発足され、一部のDivision1に所属。2シーズンぶりの奪還を目指すも、ファイナル3でJTサンダーズに連敗し3位で終了。怪我人が多く出る苦しいシーズンだったが、小林敦監督は自身の力不足が優勝を逃した原因だと話し、監督を退任しゼネラルマネージャーに就任。監督の後任は篠田歩となり、2019/20シーズンより監督を務める。
2023年3月10日、チームの中心で東京オリンピック日本代表でもある藤井直伸が闘病生活の末死去。12日のV1男子の試合で堺ブレイザーズにストレートで勝ち、試合後、チームは藤井のユニフォームを掲げた。奇しくも、藤井の背番号と同じ21勝目であった。
2024年6月1日、SVリーグ参入に伴いチーム名を「東レアローズ静岡」に変更。篠田が監督を退任し、新監督に前年までコーチを務めた阿部裕太が就任した。

## 成績

### 主な成績
Vリーグ／プレミアリーグ、V.LEAGUE DIVISION1 MEN
- 優勝 3回（2004/05、2008/09、2016/17）
- 準優勝 6回（1998/99、1999/2000、2001/02、2006/07、2007/08、2011/12）

Vカップ
- 優勝 1回（2001年）

天皇杯全日本選手権
- 優勝 3回（2008年度、2013年度、2016年度）
- 準優勝 3回（2012年度、2018年度、2022年度）

黒鷲旗全日本選抜
- 優勝 6回（1961年、1963年、2002年、2005年、2006年、2011年）
- 準優勝 5回（1953年、1959年、2004年、2009年、2015年）

全日本総合（6人制）
- 優勝 2回（1961年、1962年）

全日本総合（9人制）
- 優勝 1回（1961年）

国民体育大会成年男子（6人制）
- 優勝 4回（1961年、1989年、2000年、2015年）

国民体育大会成年男子（9人制）
- 優勝 4回（1953年、1958年、1960年、1961年）

日韓Vリーグトップマッチ
- 優勝 1回（2009年）

### 年度別成績

#### 日本リーグ / 実業団リーグ
| 所属         | 年度             | 最終 順位 | 参加 チーム数 | 試合 | 勝 | 敗 | 勝率  |
| ------------ | ---------------- | --------- | ------------- | ---- | -- | -- | ----- |
| 実業団リーグ | 第1回 (1969/70)  | 3位       | 6チーム       | 10   | 4  | 6  | 0.400 |
| 実業団リーグ | 第2回 (1970/71)  | 4位       | 6チーム       | 10   | 5  | 5  | 0.500 |
| 実業団リーグ | 第3回 (1971/72)  | 優勝      | 6チーム       | 10   | 8  | 2  | 0.800 |
| 実業団リーグ | 第4回 (1972/73)  | 準優勝    | 6チーム       | 10   | 7  | 3  | 0.700 |
| 実業団リーグ | 第5回 (1973/74)  | 3位       | 6チーム       | 10   | 7  | 3  | 0.700 |
| 実業団リーグ | 第6回 (1974/75)  | 優勝      | 6チーム       | 10   | 10 | 0  | 1.000 |
| 日本リーグ   | 第9回 (1975/76)  | 5位       | 6チーム       | 10   | 3  | 7  | 0.300 |
| 日本リーグ   | 第10回 (1976/77) | 5位       | 6チーム       | 10   | 2  | 8  | 0.200 |
| 日本リーグ   | 第11回 (1977/78) | 6位       | 6チーム       | 10   | 1  | 9  | 0.100 |
| 日本リーグ   | 第12回 (1978/79) | 6位       | 6チーム       | 10   | 0  | 10 | 0.000 |
| 実業団リーグ | 第11回 (1979/80) | 5位       | 6チーム       | 10   | 1  | 9  | 0.100 |
| 実業団リーグ | 第12回 (1980/81) | 4位       | 6チーム       | 10   | 3  | 7  | 0.300 |
| 実業団リーグ | 第13回 (1981/82) | 4位       | 6チーム       | 10   | 5  | 5  | 0.500 |
| 実業団リーグ | 第14回 (1982/83) | 準優勝    | 6チーム       | 10   | 6  | 4  | 0.600 |
| 実業団リーグ | 第15回 (1983/84) | 準優勝    | 8チーム       | 14   | 11 | 3  | 0.786 |
| 実業団リーグ | 第16回 (1984/85) | 準優勝    | 8チーム       | 14   | 11 | 3  | 0.786 |
| 実業団リーグ | 第17回 (1985/86) | 4位       | 8チーム       | 14   | 8  | 6  | 0.571 |
| 実業団リーグ | 第18回 (1986/87) | 3位       | 8チーム       | 14   | 11 | 3  | 0.786 |
| 実業団リーグ | 第19回 (1987/88) | 優勝      | 8チーム       | 14   | 14 | 0  | 1.000 |
| 日本リーグ   | 第22回 (1988/89) | 6位       | 8チーム       | 14   | 5  | 9  | 0.357 |
| 日本リーグ   | 第23回 (1989/90) | 6位       | 8チーム       | 14   | 3  | 11 | 0.214 |
| 日本リーグ   | 第24回 (1990/91) | 7位       | 8チーム       | 14   | 4  | 10 | 0.286 |
| 日本リーグ   | 第25回 (1991/92) | 5位       | 8チーム       | 14   | 8  | 6  | 0.571 |
| 日本リーグ   | 第26回 (1992/93) | 3位       | 8チーム       | 20   | 11 | 9  | 0.550 |
| 日本リーグ   | 第27回 (1993/94) | 5位       | 8チーム       | 14   | 7  | 7  | 0.500 |

#### Vリーグ / 実業団リーグ・V1リーグ
| 所属    | 年度             | 最終 順位 | 参加 チーム数 | 試合 | 勝 | 敗 | 勝率  |
| ------- | ---------------- | --------- | ------------- | ---- | -- | -- | ----- |
| Vリーグ | 第1回 (1994/95)  | 4位       | 8チーム       | 21   | 15 | 6  | 0.714 |
| Vリーグ | 第2回 (1995/96)  | 5位       | 8チーム       | 21   | 11 | 10 | 0.524 |
| Vリーグ | 第3回 (1996/97)  | 6位       | 8チーム       | 21   | 10 | 11 | 0.476 |
| Vリーグ | 第4回 (1997/98)  | 7位       | 8チーム       | 21   | 5  | 16 | 0.238 |
| Vリーグ | 第5回 (1998/99)  | 準優勝    | 10チーム      | 18   | 13 | 5  | 0.722 |
| Vリーグ | 第6回 (1999/00)  | 準優勝    | 10チーム      | 18   | 12 | 6  | 0.667 |
| Vリーグ | 第7回 (2000/01)  | 3位       | 10チーム      | 18   | 13 | 5  | 0.722 |
| Vリーグ | 第8回 (2001/02)  | 準優勝    | 10チーム      | 18   | 14 | 4  | 0.778 |
| Vリーグ | 第9回 (2002/03)  | 5位       | 8チーム       | 21   | 12 | 9  | 0.571 |
| Vリーグ | 第10回 (2003/04) | 7位       | 8チーム       | 21   | 10 | 11 | 0.476 |
| Vリーグ | 第11回 (2004/05) | 優勝      | 8チーム       | 28   | 25 | 3  | 0.893 |
| Vリーグ | 第12回 (2005/06) | 6位       | 8チーム       | 28   | 15 | 13 | 0.536 |

#### V・プレミアリーグ / V・チャレンジリーグ
| 所属     | 年度    | 最終 順位 | 参加 チーム数 | レギュラーラウンド | レギュラーラウンド | レギュラーラウンド | レギュラーラウンド | ポストシーズン | ポストシーズン | ポストシーズン |
| 所属     | 年度    | 最終 順位 | 参加 チーム数 | 順位               | 試合               | 勝                 | 敗                 | 試合           | 勝             | 敗             |
| -------- | ------- | --------- | ------------- | ------------------ | ------------------ | ------------------ | ------------------ | -------------- | -------------- | -------------- |
| プレミア | 2006/07 | 準優勝    | 8チーム       | 2位                | 28                 | 22                 | 6                  | 4              | 2              | 2              |
| プレミア | 2007/08 | 準優勝    | 8チーム       | 3位                | 28                 | 17                 | 11                 | 4              | 2              | 2              |
| プレミア | 2008/09 | 優勝      | 8チーム       | 2位                | 28                 | 20                 | 8                  | 4              | 3              | 1              |
| プレミア | 2009/10 | 3位       | 8チーム       | 2位                | 28                 | 19                 | 9                  | 4              | 2              | 2              |
| プレミア | 2010/11 | 3位       | 8チーム       | 3位                | 24                 | 15                 | 9                  | 中止           | 中止           | 中止           |
| プレミア | 2011/12 | 準優勝    | 8チーム       | 1位                | 21                 | 19                 | 2                  | 4              | 2              | 2              |
| プレミア | 2012/13 | 3位       | 8チーム       | 4位                | 28                 | 17                 | 11                 | 4              | 3              | 1              |
| プレミア | 2013/14 | 5位       | 8チーム       | 5位                | 28                 | 15                 | 13                 | -              | -              | -              |
| プレミア | 2014/15 | 7位       | 8チーム       | 7位                | 21                 | 8                  | 13                 | -              | -              | -              |
| プレミア | 2015/16 | 3位       | 8チーム       | 2位                | 21                 | 13                 | 8                  | 6              | 5              | 1              |
| プレミア | 2016/17 | 優勝      | 8チーム       | 2位                | 21                 | 15                 | 6                  | 7              | 6              | 1              |
| プレミア | 2017/18 | 4位       | 8チーム       | 3位                | 21                 | 14                 | 7                  | 5              | 4              | 1              |

#### V.LEAGUE
| 所属      | 年度    | 最終 順位 | 参加 チーム数 | レギュラーラウンド | レギュラーラウンド | レギュラーラウンド | レギュラーラウンド | ポストシーズン | ポストシーズン | ポストシーズン | 備考 |
| 所属      | 年度    | 最終 順位 | 参加 チーム数 | 順位               | 試合               | 勝                 | 敗                 | 試合           | 勝             | 敗             | 備考 |
| --------- | ------- | --------- | ------------- | ------------------ | ------------------ | ------------------ | ------------------ | -------------- | -------------- | -------------- | ---- |
| DIVISION1 | 2018-19 | 3位       | 10チーム      | 5位                | 27                 | 16                 | 11                 | 7              | 4              | 3              |      |
| DIVISION1 | 2019-20 | 6位       | 10チーム      | 6位                | 27                 | 12                 | 15                 | -              | -              | -              |      |
| DIVISION1 | 2020-21 | 5位       | 10チーム      | 5位                | 33                 | 17                 | 16                 | -              | -              | -              |      |
| DIVISION1 | 2021-22 | 4位       | 10チーム      | 4位                | 36                 | 25                 | 11                 | -              | -              | -              |      |
| DIVISION1 | 2022-23 | 5位       | 10チーム      | 5位                | 36                 | 23                 | 13                 | -              | -              | -              |      |
| DIVISION1 | 2023-24 | 3位       | 10チーム      | 6位                | 36                 | 18                 | 18                 |                |                |                |      |

#### SV.LEAGUE
| 所属      | 年度    | 最終 順位 | 参加 チーム数 | レギュラーラウンド | レギュラーラウンド | レギュラーラウンド | レギュラーラウンド | ポストシーズン | ポストシーズン | ポストシーズン | 備考 |
| 所属      | 年度    | 最終 順位 | 参加 チーム数 | 順位               | 試合               | 勝                 | 敗                 | 試合           | 勝             | 敗             | 備考 |
| --------- | ------- | --------- | ------------- | ------------------ | ------------------ | ------------------ | ------------------ | -------------- | -------------- | -------------- | ---- |
| SV.LEAGUE | 2024-25 | 8位       | 10チーム      | 8位                | 44                 | 12                 | 32                 |                |                |                |      |

## 選手・スタッフ(2025-26)

### 選手
| 背番号                                                                           | 名前                    | シャツネーム | 生年月日（年齢）       | 身長 | 国籍           | Pos | 在籍年  | 前所属         | 備考         |
| -------------------------------------------------------------------------------- | ----------------------- | ------------ | ---------------------- | ---- | -------------- | --- | ------- | -------------- | ------------ |
| 1                                                                                | 難波尭弘                | NAMBA        | 1998年5月1日（27歳）   | 198  | 日本           | MB  | 2021年- | 天理大学       |              |
| 2                                                                                | 新貴裕                  | SHIN         | 1991年8月10日（33歳）  | 181  | 日本           | S   | 2024年- | パナソニック   |              |
| 3                                                                                | 山口拓海                | YAMAGUCHI    | 1997年8月30日（27歳）  | 168  | 日本           | L   | 2020年- | 筑波大学       | 副キャプテン |
| 4                                                                                | 酒井啓輔                | SAKAI        | 1996年8月25日（28歳）  | 187  | 日本           | S   | 2019年- | 筑波大学       |              |
| 6                                                                                | 楠本岳                  | KUSUMOTO     | 2002年6月8日（23歳）   | 177  | 日本           | OH  | 2024年- | 天理大学       | 新人         |
| 8                                                                                | 藤中優斗                | FUJINAKA     | 1996年4月20日（29歳）  | 182  | 日本           | OH  | 2024年- | ジェイテクト   | キャプテン   |
| 10                                                                               | 重藤トビアス赳          | SHIGETO      | 2001年2月8日（24歳）   | 191  | 日本           | OH  | 2023年- | 早稲田大学     |              |
| 11                                                                               | キリル・クレーツ (ru)   | KLERS        | 1998年3月15日（27歳）  | 210  | ロシア         | OP  | 2025年- | ゼニト・カザン | 移籍加入     |
| 12                                                                               | 山田大貴                | YAMADA       | 2001年8月7日（23歳）   | 191  | 日本           | OH  | 2024年- | 早稲田大学     |              |
| 13                                                                               | テイラー・エイブリル    | AVERILL      | 1992年3月5日（33歳）   | 201  | アメリカ合衆国 | MB  | 2025年- | モンツァ (it)  | 移籍加入     |
| 15                                                                               | 李博                    | LEE          | 1990年12月27日（34歳） | 195  | 日本           | MB  | 2013年- | 筑波大学       |              |
| 16                                                                               | 上條レイモンド          | KAMIJO       | 1999年9月16日（25歳）  | 195  | 日本           | MB  | 2022年- | 早稲田大学     |              |
| 17                                                                               | 小澤宙輝                | OZAWA        | 1997年9月21日（27歳）  | 186  | 日本           | OH  | 2020年- | 筑波大学       |              |
| 19                                                                               | 武田大周                | TAKEDA       | 2001年8月25日（23歳）  | 171  | 日本           | L   | 2024年- | 明治大学       |              |
| 20                                                                               | 小野寺瑛輝              | ONODERA      | 2001年12月2日（23歳）  | 187  | 日本           | S   | 2024年- | 国際武道大学   |              |
| 22                                                                               | 中村竜輔                | NAKAMURA     | 1997年12月26日（27歳） | 194  | 日本           | MB  | 2024年- | 大分三好       |              |
| 24                                                                               | フリオ・カルデナス (it) | CARDENAS     | 2000年9月4日（24歳）   | 197  | キューバ       | OH  | 2025年- | ブルサ (tr)    | 移籍加入     |
| 出典：チーム新体制リリース チーム公式サイト Vリーグ公式サイト 更新：2025年7月3日 |                         |              |                        |      |                |     |         |                |              |

### スタッフ
| 役職                                                                              | 名前                 | 備考 |
| --------------------------------------------------------------------------------- | -------------------- | ---- |
| ゼネラルマネージャー                                                              | 小林敦               |      |
| ヘッドコーチ                                                                      | 阿部裕太             |      |
| シニアアドバイザー                                                                | ステファノ・レチネ   | 新任 |
| チーフコーチ                                                                      | フラビオ・グリネッリ | 新任 |
| コーチ                                                                            | 山本太二             | 新任 |
| コーチ                                                                            | 竹内寿郎             |      |
| コーチ兼アナリスト                                                                | 清水漱也             |      |
| アスレティックトレーナー                                                          | 加藤翔               |      |
| メディカルトレーナー                                                              | 島谷晋治             |      |
| マネージャー                                                                      | 真子康佑             |      |
| 通訳                                                                              | 三芳しのぶ           | 新任 |
| 通訳                                                                              | 土屋裕志             | 新任 |
| 管理栄養士                                                                        | 小井土幸恵           | 新任 |
| スポーツメンタルトレーニング指導士                                                | 筒井香               | 新任 |
| 出典：チーム新体制リリース チーム公式サイト Vリーグ公式サイト 更新：2025年7月11日 |                      |      |

## 在籍していた主な選手
| - 泉川正幸 - 齋藤信治 - 笠原紀久 - 青山繁 - 柴田恭平 - 加藤陽一 - 高杉洋平 - 河雲栄樹 - 菅野幸一郎（現 女子チームゼネラルマネージャー） - 小林敦（現 ゼネラルマネージャー） - 掛川厚志 - 山本太二 - 古田史郎 - 越谷章（現 女子チーム監督） - 今田祐介 - 角田辰徳 - 篠田歩（現 シニアマネージャー） | - 近藤茂 - 田辺修 - 相澤寿 - 阿部裕太（現 監督） - 伏見大和 - 富松崇彰（現 サポートスタッフ） - 鈴木悠二（現 女子チームコーチ） - 藤井直伸 - ロイ・ボール - トーマス・ホフ - パーベル・アブラーモフ - ウラジミール・ニコロフ - デヤン・ボヨビッチ - ニコラ・ジョルジェフ - ギャヴィン・シュミット - アントニン・ルジェ - 徐克 |

## アンダーカテゴリー
U15チーム「アローズJr.」が活動している。初級レベルの「育成部」と上級者レベルの「強化部」の2クラスで構成されている。指導者は元監督の篠田歩。